# V (певец)
Ким Тхэхён (кор. 김태형 [kim tʰɛʝjʌ̹ŋ], 金泰亨; род. 30 декабря 1995, Тэгу), более известный как Ви (англ. V), — южнокорейский певец, автор песен и актёр. Является вокалистом бой-бэнда BTS, сформированного в 2013 году лейблом Big Hit Entertainment. Согласно данным Корейской ассоциации звукозаписывающих компаний (KOMCA), Ви является автором 19 композиций в дискографии группы.
С момента своего дебюта в коллективе в 2013 году, Ви исполнил три сольные песни во время дискографии группы — «Stigma» в 2016 году, «Singularity» в 2018 году и «Inner Child» в 2020 году — все из которых отмечен в южнокорейском цифровом чарте Gaon Digital Chart.
Помимо своих музыкальных проектов со своей группой, Ви дебютировал в качестве актёра в телесериале 2016 года «Хваран: Начало» и выпустил сингл «It’s Definitely You» в качестве саундтрека к нему. Певец выпустил свою первую сольную песню, самостоятельно сочиненную «Scenery», в 2019 году. В 2023 году Ви официально дебютировал в качестве сольного исполнителя, выпустив синглы «Love Me Again» и «Rainy Days». Его дебютный сольный альбом Layover был выпущен 8 сентября в сопровождении третьего сингла «Slow Dancing».

## Ранняя жизнь и образование
Ким Тхэхён родился 30 декабря 1995 года в Тэгу, Республика Корея, и вырос в уезде Кочхан. У него в семье, помимо родителей, есть младшие брат и сестра. Впервые Тхэхён заинтересовался карьерой профессионального певца в начальной школе, и даже брал уроки игры на саксофоне в средней школе. После прохождения прослушивания в Тэгу он стал стажёром лейбла Big Hit Entertainment.
После окончания Корейской школы искусств в 2014 году, Тхэхён поступил в Сеульский кибер-университет, который окончил в августе 2020 года по специальности «Телерадиовещание и развлечения». По состоянию на 2021 год Ви поступил в Кибер-университет Ханьян, где получил степень магистра делового администрирования в области рекламы и СМИ.

## Карьера

### 2013—настоящее время: Дебют в BTS и начинания в карьере
В 2011 году, после прохождения прослушивания, Ви стал стажером (трейни) в Big Hit Entertainment, тогда ещё бывшей маленькой и незаметной компанией. Сразу же после вступления в компанию он стал частью группы BTS, готовившейся дебютировать в течение последующих лет.
13 июня 2013 года Тхэхён дебютировал как один из четырёх вокалистов бой-бэнда BTS с синглом «No More Dream». Компания предложила три варианта выбора сценического псевдонима: Сикс (англ. Six), Лекс (англ. Lex) и Ви (англ. V). Он выбрал последний вариант, так как тот означал «победа» (англ. Victory). Впервые Ви попробовал себя в создании музыки в 2015 году во время работы над первым альбомом трилогии «Юности», где стал одним из авторов и композиторов трека «Hold Me Tight». Он также работал над текстом песни «Boyz with Fun», одним из композиторов которой стал Сюга. Для второго альбома трилогии Ви участвовал в создании заглавного трека «Run», для которого написал музыку и использовал текст Джонгука. В 2016 году он выпустил сольную композицию «Stigma», которая дебютировала в топ-30 синглового чарта Gaon и в топ-10 мирового синглового чарта Billboard. Ви также исполнял неофициальные каверы на «Hug Me» с Джей-Хоупом и сольный на «Someone like You» Адель.
В мае 2018 года Ви выпустил свою вторую сольную композицию «Singularity» специально для третьего студийного альбома Love Yourself 轉 'Tear'. Через месяц после выхода британская газета The Guardian добавила композицию в плейлист «Топ-50 песен июня 2018 года». Критики американского журнала Billboard включили трек в список «50 лучших песен BTS», поместив его на 28 место. 25 октября «Singularity» дебютировала на BBC Radio. В целом песня была высоко оценена музыкальными изданиями, попав в конце года в списки лучших песен. Авторитетное американское издание The New York Times поместило композицию на 20 место в списке «65 лучших песен 2018 года» вместе с «Fake Love». Микаэль Вуд из Los Angeles Times назвал «Singularity» «лучшей и достойнейшей к повторному проигрыванию» песней года. Лора Снейпс из The Guardian назвала песню одной из любимейших и включила её в список «Лучшая музыка 2018 года: Альбомы и треки». В октябре того же года вместе с остальными участниками Ви получил Орден «За заслуги в культуре» пятого класса от Президента Республики Корея.

### 2016—настоящее время: Сольная деятельность
В 2016 году Ви дебютировал как актёр в исторической дораме «Хваран: Начало», и использовал своё настоящее имя вместо сценического псевдонима. Специально для проекта он записал саундтрек «It’s Definitely You» вместе с Чином. 8 июня 2017 года в честь празднования четвёртой годовщины BTS он выпустил песню «4 O’Clock», которую спродюсировал вместе с лидером группы RM.
30 января 2019 года Ви выпустил свою первую сольную песню вне деятельности BTS — «Scenery» для свободного прослушивания на сервисе SoundCloud. Впервые песня была объявлена на Seoul Music Awards, затем на официальной странице группы в Твиттере. Композиция была написана самим Ви, он также стал композитором и создал обложку. Продюсером стал Docskim, в создании также участвовали PDogg и Hiss Noise. Джейми Лило из американской новостной платформы Elite Daily описал песню как «романтичный соул с мелодией фортепиано». За первые сутки «Scenery» набрала более 372 тысяч лайков, что стало рекордом на SoundCloud; за пять дней прослушивания составили более 30 миллионов. Несмотря на то, что песня не была выпущена на платных музыкальных платформах, она получила у публики достаточный отклик: более 120 новостных изданий составили статьи о релизе.
Композиция побила рекорды SoundCloud по достижению 100 миллионов прослушиваний за более чем четырнадцать дней, что является самым коротким временем для платформы. В течение двух недель после выхода, «Scenery» девять раз побила ежедневный рекорд потокового вещания. 9 августа 2019 года он выпустил свою вторую сольную песню — это также была его первая полностью англоязычная работа — «Winter Bear» через SoundCloud, сопровождаемую самостоятельно срежиссированным Ви музыкальным видео на YouTube-канале BTS.
В 2020 году Ви написал сингл «Sweet Night» для саундтрека к телесериалу «Итэвон Класс», он был выпущен 13 марта. Инди-поп песня была спродюсирована, написанная и спетая Ви, полностью на английском языке. Песня получила положительные отзывы за свою композицию, вокальное исполнение и теплый текст и достигла второго места в чарте Billboard US Digital Songs. 25 декабря 2020 он выпустил песню «Snow Flower» с участием его друга и певца Peakboy.
В 2021 году Ви принял участие в создании оригинального саундтрека к телесериалу «Our Beloved Summer» от Studio N, премьера которой состоялась 6 декабря. Песня под названием «Christmas Tree» достигла 79-го места в Billboard Hot 100.
В феврале 2023 года Ви появился во второй серии реалити-шоу Prime Video Jinny’s Kitchen вместе с Пак Соджуном и Чхве Усиком. В январе этого же года Ви был объявлен послом бренда индонезийской инвестиционной компании SimInvest и глобальным представителем французского люксового бренда Céline. В июле стал представителем бренда Cartier и лицом кампании Panthère de Cartier. 28 августа в преддверии его дебютного сольного альбома Layover, который вышел 8 сентября песни «Scenery», «Winter Bear» и «Snow Flower» были доступны на цифровых платформах загрузки и потоковой передачи по всему миру в качестве официальных синглов. Согласно чарту Hanteo, альбом Layover зафиксировал самые высокие продажи за первую неделю сольного исполнителя K-pop в истории, 2,1 миллиона проданных копий; в США альбом достиг второго места в Billboard 200, разделив Ви с одногруппниками Пак Чимином и Сюгой как корейских сольных исполнителей с самым высоким рейтингом в истории чартов Billboard.

## Артистизм
Голос Ви — баритон, который получил в целом положительные отзывы критиков, особенно высоко оценивших его вокальный диапазон и «хрипловатый» тембр. Он получил широкую известность благодаря исполнению песни «Stigma», и его хвалили за фальцет, который подчеркивал его вокальный диапазон и уникальную музыкальность. Музыкальный критик Бланка Мендес отметила, что тональность Ви в «Singularity», открывающем треке альбома BTS Love Yourself: Tear (2018), была отмечена как выдающийся «задающий тон» альбому. Точно так же Кэти Го из Vice назвала это «одним из лучших вокальных выступлений Ви». Карен Руффини из Elite Daily подчеркнула, что «у Ви нет проблем с успокаивающими, низкими тонами, которые являются ключевым элементом в звучании песен BTS». Тамар Херман из Billboard в своей статье отметила, что «с широким диапазоном и глубоким тоном впечатляющий вокал Ви — опора звучания BTS». На музыкальность Ви сильно повлияла его любовь к джазу и классической музыке. Эрик Бенет и Рубен Студдард являются одними из его вдохновителей.
Как исполнитель, Ви известен своей «двойственностью», или способностью вызывать различные эмоции на сцене. Британская журналистка Риан Дейли, пишущая для журнала New Musical Express, особенно отметила это, обсуждая исполнение Ви «Singularity» во время мирового турне «Love Yourself: Speak Yourself», описывая его движения как «точные и обдуманные». Кристал Белл с MTV отметила, что выступления Ви часто работают с live-камерами на концертных площадках, и как он использует их для создания тонких выражений во время выступлений.

## Вклад и влияние
Ви придумал фразу «I Purple You» во время фан-встречи BTS в ноябре 2016 года. С тех пор фиолетовый цвет стал символом BTS и их фанатов. ЮНИСЕФ также использовал эту фразу для своей кампании по борьбе с издевательствами в сотрудничестве с BTS. Согласно результатам корейского института Гэллапа, Ви стал девятым самым предпочитаемый публикой айдолом в 2018 году, однако уже в 2019 году он поднялся до четвёртой строчки. В 2021 году он двадцать восемь недель подряд считался самой популярной корейской знаменитостью в Японии.
Многие айдолы называют его своей моделью для подражания, среди них: Ёнхун из The Boyz, Чжэхён и Чанчжун из Golden Child, Пак Джихун, бывший участник Wanna One, Сэрим из Cravity, Ёсан и Минги из Ateez, Юнмин из Newkidd и Бомгю из TXT.

## Личная жизнь
С 2018 года Ви живёт в Ханнам-доне, Сеул, Республика Корея, вместе с участниками своей группы. В июле 2019 года он купил квартиру стоимостью 5,1 млрд вон (2019) ($4,38 млн).

### Здоровье
В октябре 2018 года во время концерта Love Yourself World Tour в Париже Ви было трудно петь из-за болезни, и ему пришлось воздержаться от некоторых партий во время концерта. В октябре 2021 года агентство Ви объявило, что он воздержится от хореографии во время концертов Permission to Dance on Stage из-за травмы икры и будет оставаться сидящим во время пения.

### Военная служба
22 ноября 2023 года Big Hit объявили через Weverse, что Ви, вместе с участниками группы RM, Чимином и Джонгуком, начал процесс призыва на обязательную военную службу. Он был призван на службу 11 декабря. По окончании длительной военной подготовки 8 февраля 2024 года он был назначен в «Ssangyong Unit» 2-го корпуса, где служил в составе группы специального назначения Корпуса военной полиции.

## Дискография

### Студийные альбомы
| Название | Детали                                                                                       | Наивысшие позиции в чартах | Наивысшие позиции в чартах | Наивысшие позиции в чартах | Наивысшие позиции в чартах | Наивысшие позиции в чартах | Наивысшие позиции в чартах | Наивысшие позиции в чартах | Наивысшие позиции в чартах | Наивысшие позиции в чартах | Наивысшие позиции в чартах | Продажи                                                      | Сертификация                                     |
| Название | Детали                                                                                       | KOR                        | CAN                        | FRA                        | GER                        | ITA                        | JPN                        | JPN Hot                    | NZ                         | UK Dig.                    | US                         | Продажи                                                      | Сертификация                                     |
| -------- | -------------------------------------------------------------------------------------------- | -------------------------- | -------------------------- | -------------------------- | -------------------------- | -------------------------- | -------------------------- | -------------------------- | -------------------------- | -------------------------- | -------------------------- | ------------------------------------------------------------ | ------------------------------------------------ |
| Layover  | - Выпущено: 8 сентября 2023 года - Лейбл: Big Hit - Форматы: CD, digital download, streaming | 1                          | 39                         | 6                          | 4                          | 12                         | 2                          | 2                          | 3                          | 1                          | 2                          | - KOR: 2,236,119 - JPN: 262,033 - US: 88,000 - WW: 2,200,000 | - RIAJ: Gold - KMCA: Million - KMCA: 2× Platinum |

### Песни, попавшие в чарты
| Название                                                                        | Год                | Высшая позиция в чартах | Высшая позиция в чартах | Высшая позиция в чартах | Высшая позиция в чартах | Высшая позиция в чартах | Высшая позиция в чартах | Продажи            | Альбом                  |
| Название                                                                        | Год                | KOR                     | US                      | US World                | CAN                     | JPN                     | WW                      | Продажи            | Альбом                  |
| Как главный артист                                                              | Как главный артист | Как главный артист      | Как главный артист      | Как главный артист      | Как главный артист      | Как главный артист      | Как главный артист      | Как главный артист | Как главный артист      |
| ------------------------------------------------------------------------------- | ------------------ | ----------------------- | ----------------------- | ----------------------- | ----------------------- | ----------------------- | ----------------------- | ------------------ | ----------------------- |
| «Stigma»                                                                        | 2016               | 26                      | —                       | 1                       | —                       | —                       | —                       | KOR: 110,898       | Wings                   |
| «Intro: Singularity»                                                            | 2018               | 54                      | —                       | 1                       | —                       | 34                      | —                       | US: 10,000         | Love Yourself 轉 'Tear' |
| «Scenery»                                                                       | 2019               | —                       | —                       | 3                       | —                       | —                       | —                       | н/д                | Неальбомный сингл       |
| «Love Me Again»                                                                 | 2023               | 22                      | 96                      | 1                       | 91                      | 76                      | 12                      | JPN: 7,226         | Layover                 |
| «Slow Dancing»                                                                  | 2023               | 24                      | 51                      | —                       | 60                      | 26                      | 4                       | WW: 54,000         | Layover                 |
| «Fri(end)s»                                                                     | 2024               | 101                     | 65                      | —                       | 38                      | 38                      | 5                       | JPN: 11,855        | Неальбомный сингл       |
| Саундтреки                                                                      |                    |                         |                         |                         |                         |                         |                         |                    |                         |
| «It’s Definitely You» (с Чином)                                                 | 2016               | 34                      | —                       | 8                       | —                       | —                       | —                       | KOR: 76,657        | Отряд «Хваран» OST      |
| «Sweet Night»                                                                   | 2020               | 14                      | —                       | —                       | —                       | —                       | —                       | н/д                | Итэвон Класс OST        |
| «—» означает, что песня не попала в чарт или не была выпущена в данном регионе. |                    |                         |                         |                         |                         |                         |                         |                    |                         |

### Другие песни
| Год  | Название        | Формат                      | Примечание                                           | Ссылка |
| ---- | --------------- | --------------------------- | ---------------------------------------------------- | ------ |
| 2014 | «95 Graduation» | Цифровая загрузка, стриминг | Песня в честь выпускной церемонии при участии Чимина | [ 98 ] |
| 2017 | «4 O’Clock»     | Цифровая загрузка, стриминг | Песня при участии RM                                 | [ 99 ] |

### Участие в написании песен
| Год  | Артист       | Альбом                                           | Песня                       |
| ---- | ------------ | ------------------------------------------------ | --------------------------- |
| 2013 | BTS          | 2 Cool 4 Skool                                   | «Outro: Circle Room Cypher» |
| 2014 | Чимин и Ви   | Неальбомный сингл                                | «95 Graduation»             |
| 2015 | BTS          | The Most Beautiful Moment in Life, Part 1        | «Hold Me Tight»             |
| 2015 | BTS          | The Most Beautiful Moment in Life, Part 1        | «Boyz with Fun»             |
| 2015 | BTS          | The Most Beautiful Moment in Life, Part 2        | «Run»                       |
| 2016 | BTS          | The Most Beautiful Moment in Life: Young Forever | «Run (Ballad Mix)»          |
| 2016 | BTS          | The Most Beautiful Moment in Life: Young Forever | «Run (Alternative Mix)»     |
| 2016 | BTS          | Wings                                            | «Stigma»                    |
| 2017 | RM и Ви      | Неальбомный сингл                                | «4 O’Clock»                 |
| 2019 | Ви           | Неальбомный сингл                                | «Scenery»                   |
| 2019 | Ви           | Неальбомный сингл                                | «Winter Bear»               |
| 2020 | Ви и Peakboy | Неальбомный сингл                                | «Snow Flower»               |
| 2020 | Ви           | Итэвон Класс OST                                 | «Sweet Night»               |

## Фильмография

### Телевидение
| Год       | Название       | Роль        | Примечание         | Ист.    |
| --------- | -------------- | ----------- | ------------------ | ------- |
| 2016-2017 | Отряд «Хваран» | Сок Хан Сон | Роль второго плана | [ 100 ] |

### Трейлеры и маленькие фильмы
| Год  | Название      | Продолжительность | Режиссёр(ы)           | Ссылка  |
| ---- | ------------- | ----------------- | --------------------- | ------- |
| 2016 | «Stigma #3»   | 3:18              | Чхве Ён Сок (Lumpens) | [ 101 ] |
| 2018 | «Singularity» | 3:32              | Чхве Ён Сок (Lumpens) | [ 102 ] |

### Телевизионные программы
| Год  | Программа              | Роль               | Примечание                               |
| ---- | ---------------------- | ------------------ | ---------------------------------------- |
| 2014 | Music Core             | Ведущий            | с Ким Со Хён                             |
| 2015 | Music Bank             | Ведущий            | с Пак Бо Гомом и Химчаном (B.A.P.)       |
| 2015 | Music Core             | Ведущий            | с Зико и Ким Со Хён                      |
| 2016 | Inkigayo               | Ведущий            | с Джей-Хоупом, Мунбёль и Хвиин (Mamamoo) |
| 2016 | Звёздный броманс       | В роли самого себя | с Ким Мин Чжэ (сезон 1; эпизоды 1−4)     |
| 2017 | Music Bank в Сингапуре | Ведущий            | с Пак Бо Гомом и Айрин (Red Velvet)      |
| 2017 | Inkigayo               | Ведущий            | с Джису (Black Pink) и Чжинёном (GOT7)   |

## Награды и номинации

### Награды индустрии
| Награда                          | Год  | Категория                                     | Работа/Номинант       | Результат | Ист.    |
| -------------------------------- | ---- | --------------------------------------------- | --------------------- | --------- | ------- |
| APAN Star Awards                 | 2020 | Лучший саундтрек                              | «Sweet Night»         | Победа    | [ 103 ] |
| APAN Star Awards                 | 2022 | Лучший саундтрек                              | «Christmas Tree»      | Номинация | [ 104 ] |
| Asia Artist Awards               | 2023 | Награда за популярность — актёр               | V                     | Номинация |         |
| Asia Artist Awards               | 2023 | Награда за популярность — мужской исполнитель | V                     | Номинация | [ 105 ] |
| Circle Chart Music Awards        | 2024 | Артист года — альбом                          | Layover               | Номинация | [ 106 ] |
| DDU Korean Drama Awards          | 2022 | Лучший саундтрек                              | «Christmas Tree»      | Победа    | [ 107 ] |
| The Fact Music Awards            | 2023 | Лучшая музыка — Осень                         | «Slow Dancing»        | Победа    | [ 108 ] |
| The Fact Music Awards            | 2024 | Лучшая музыка — Весна                         | «Fri(end)s»           | Победа    | [ 109 ] |
| Hanteo Music Awards              | 2024 | Артист года                                   | V                     | Победа    | [ 110 ] |
| Hanteo Music Awards              | 2024 | Глобальный артист — Африка                    | V                     | Победа    | [ 110 ] |
| Hanteo Music Awards              | 2024 | Глобальный артист — Европа                    | V                     | Победа    | [ 110 ] |
| Hanteo Music Awards              | 2024 | Глобальный артист — Азия                      | V                     | Номинация | [ 111 ] |
| Hanteo Music Awards              | 2024 | Глобальный артист — Северная Америка          | V                     | Номинация | [ 111 ] |
| Hanteo Music Awards              | 2024 | Глобальный артист — Океания                   | V                     | Номинация | [ 111 ] |
| Hanteo Music Awards              | 2024 | Глобальный артист — Южная Америка             | V                     | Номинация | [ 111 ] |
| iHeartRadio Music Awards         | 2024 | Любимый дебютный альбом                       | Layover               | Победа    | [ 112 ] |
| Korea First Brand Awards         | 2024 | Мужчина-айдол, звезда эстрады                 | V                     | Победа    | [ 113 ] |
| Korea Grand Music Awards         | 2024 | Тренд года — K-pop соло                       | V                     | Победа    | [ 114 ] |
| MAMA Awards                      | 2023 | Лучший саундтрек                              | «Christmas Tree»      | Номинация | [ 115 ] |
| MAMA Awards                      | 2023 | Песня года                                    | «Christmas Tree»      | Номинация | [ 115 ] |
| MAMA Awards                      | 2024 | Альбом года                                   | Layover               | Лонг-лист | [ 116 ] |
| MAMA Awards                      | 2024 | Артист года                                   | V                     | Лонг-лист | [ 116 ] |
| MAMA Awards                      | 2024 | Лучший мужчина-артист                         | V                     | Номинация | [ 116 ] |
| MAMA Awards                      | 2024 | Лучшее вокальное исполнение — мужское соло    | «Love Me Again»       | Номинация | [ 116 ] |
| MAMA Awards                      | 2024 | Песня года                                    | «Love Me Again»       | Лонг-лист | [ 116 ] |
| Melon Music Awards               | 2017 | Лучший саундтрек                              | «It’s Definitely You» | Номинация | [ 117 ] |
| Melon Music Awards               | 2023 | Millions Top 10                               | Layover               | Номинация | [ 118 ] |
| Seoul International Drama Awards | 2022 | Лучший саундтрек к дораме на корейском языке  | «Christmas Tree»      | Номинация | [ 119 ] |
| Soompi Awards                    | 2018 | Лучший актёр-айдол                            | V                     | Победа    | [ 120 ] |
| Soompi Awards                    | 2019 | Лучшая хореография                            | «Singularity»         | Победа    | [ 121 ] |
| Seoul Music Awards               | 2024 | Главный приз (Бонсан)                         | V                     | Победа    | [ 122 ] |
| Seoul Music Awards               | 2024 | Выбор фанатов года                            | V                     | Победа    | [ 122 ] |
| Seoul Music Awards               | 2024 | Специальная награда «Халлю»                   | V                     | Номинация | [ 123 ] |
| Seoul Music Awards               | 2024 | Награда за популярность                       | V                     | Номинация | [ 123 ] |
| UK Music Video Awards            | 2024 | Лучшее поп-видео — международное              | «Fri(end)s»           | Номинация | [ 124 ] |

### Государственные награды
| Страна или организация                | Год  | Почесть или премия                                  | Ист.    |
| ------------------------------------- | ---- | --------------------------------------------------- | ------- |
| Национальная налоговая служба Кенгидо | 2022 | Добросовестный налогоплательщик из Гоян-си, Кенгидо | [ 125 ] |

### Мировые рекорды
| Издатель                | Год  | Мировой рекорд                                                      | Ист.    |
| ----------------------- | ---- | ------------------------------------------------------------------- | ------- |
| Книга рекордов Гиннесса | 2021 | Самое быстрое время достижения 1 миллиона подписчиков в Instagram   | [ 126 ] |
| Книга рекордов Гиннесса | 2021 | Самое быстрое время достижения 10 миллионов подписчиков в Instagram | [ 126 ] |

### Комментарии
1. ↑  Встречается вариант написания Ким Тэ Хён, но он не соответствует системе Концевича.
2. ↑  Версия альбома Weverse[87]
3. ↑  43 минуты
4. ↑  4 часа и 42 минуты